# Rentnerteich

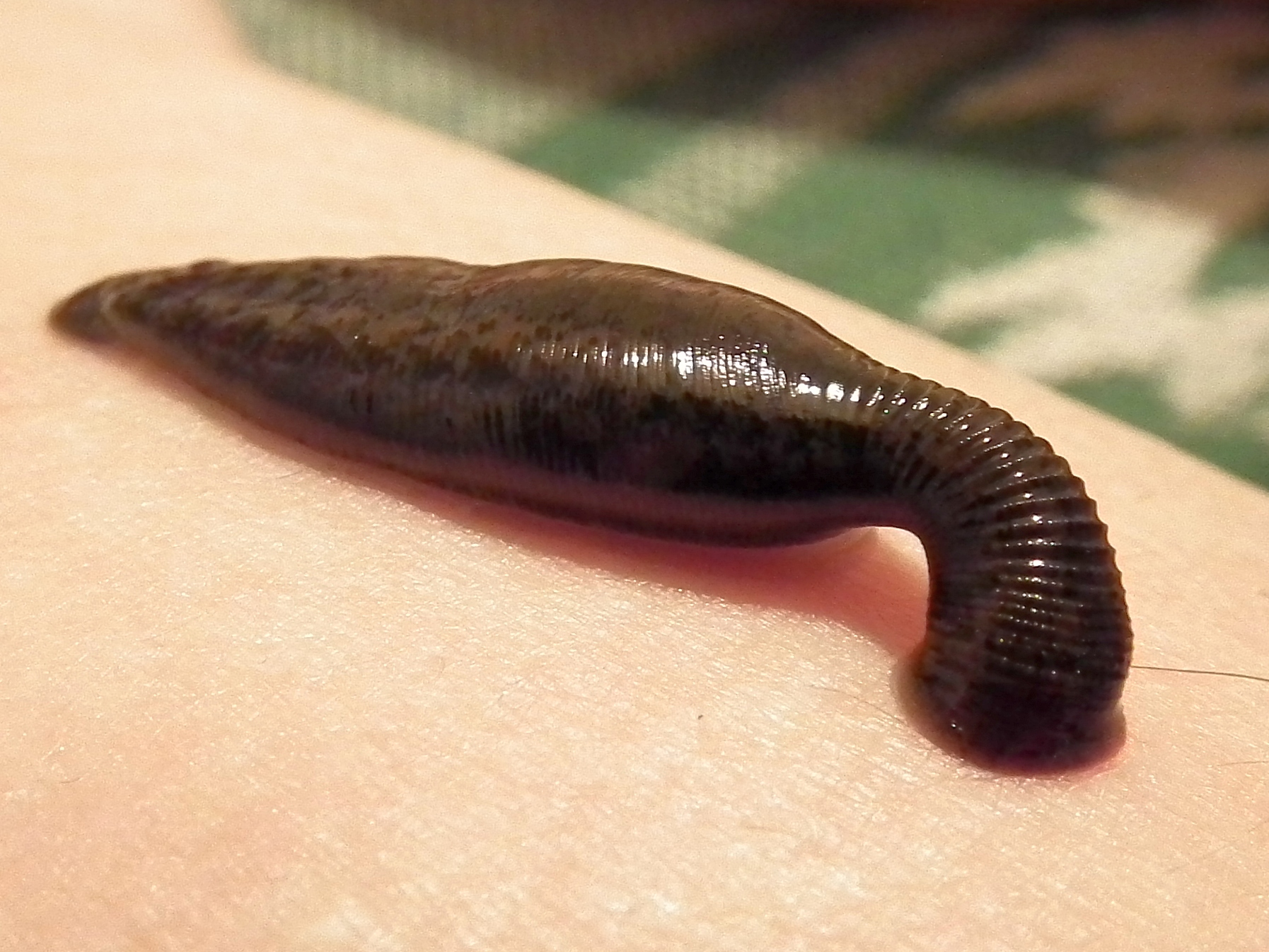
Saugender Blutegel

Als Rentnerteich wird ein Teich bezeichnet, in welchem Blutegel nach dem therapeutischen Einsatz bis zu ihrem Tod leben.

## Voraussetzungen
Blutegel dürfen für therapeutische Zwecke nur ein einziges Mal verwendet werden, da sonst die Infektionsgefahr durch das abgezapfte Blut zu hoch wäre. Das Aussetzen der Egel in der Natur ist, ebenfalls wegen der Gefahr der Infektion, verboten. Viele der medizinisch eingesetzten Egel werden nach der Verwendung durch Alkohol oder mittels Einfrieren getötet. Um das Töten der Egel zu vermeiden, richteten einige Zuchtbetriebe die Rentnerteiche ein, in denen die Tiere bis zu ihrem Tod weiterleben können. Die Anlage des Teiches muss dabei gewährleisten, dass es den Egeln nicht möglich ist, in den Naturkreislauf zurückzugelangen.

## Aufwand
Die Unterhaltung der Rentnerteiche ist für die Züchter mit Kosten- und Arbeitsaufwendungen verbunden, weshalb nur vereinzelt solche Teiche installiert wurden. Die ausgesetzten Blutegel müssen von den Züchtern regelmäßig gefüttert werden, auch der Teich muss saubergehalten, tote Tiere zeitnah daraus entfernt werden. Eventuell vorkommender Nachwuchs in Rentnerteichen darf nicht medizinisch verwendet werden, da die Jungtiere durch das Blut der Elterngeneration ebenfalls stark infektionsgefährdet sind. Einige Zuchtbetriebe lehnen daher diese Methode ab, da für sie die wirtschaftlichen Aspekte der Blutegelzucht mit der Einrichtung der kosten- und arbeitsintensiven Rentnerteiche nicht vereinbar sind.

## Verbot und Aufhebung
Das Bundesinstitut für Arzneimittel und Medizinprodukte veröffentlichte im Oktober 2006 neue Richtlinien zum Umgang mit therapeutisch eingesetzten Blutegeln. Das Institut stufte die Gefahr, dass infiziertes menschliches oder tierisches Blut aus den Rentnerteichen zurück in die freie Natur gelangt, als zu hoch ein und erließ das Verbot, solche Einrichtungen anzulegen und zu betreiben. Das hatte zur Folge, dass die Therapeuten gezwungen waren, einmal eingesetzte Blutegel zu töten.
Da vor allem Therapeuten und Patienten das Verbot der Rentnerteiche kritisierten, wurde gemeinsam mit Züchtern und den Behörden ein Kompromiss ausgearbeitet. Unter Auflagen wurde der Betrieb der Teiche im Jahr 2015 wieder erlaubt. Die Blutegel müssen gemäß den neuen Richtlinien für acht Monate in Quarantäne, bevor sie in den Rentnerteich eingesetzt werden dürfen.